# Námořnictvo Islámských revolučních gard
Námořnictvo Islámských revolučních gard (persky: نیروی دریایی سپاه پاسداران انقلاب اسلامی) je námořní složkou íránských Islámských revolučních gard. Vzniklo roku 1985. Představuje jedno ze dvou námořnictev Íránu, paralelní ke konvenčnímu Íránskému námořnictvu. Plní podobné úkoly, jako pozemní jednotky revolučních gard. Jeho úkolem je převést asymetrickou guerillovou válku na moře. Dále zajišťuje obranu pobřežních zařízení a ostrovů v Perském zálivu. Disponuje proto množstvím útočných člunů, protilodních střel, nebo dronů. K roku 2017 námořnictvo revolučních gard tvořilo přibližně 20 000 osob, z toho 5000 přislušníků námořní pěchoty a dále 1500 plavidel všech typů. Roku 2020 námořnictvo zařadilo svou první výsadkovou mobilní bázi Šahíd Rúdakí (L110-1) a od roku 2022 také korvety třídy Šahíd Sulejmání. Hlavními operačními oblastmi námořnictva jsou Perský záliv a Hormuzský průliv. Základny má i v Kaspickém moři.

## Historie

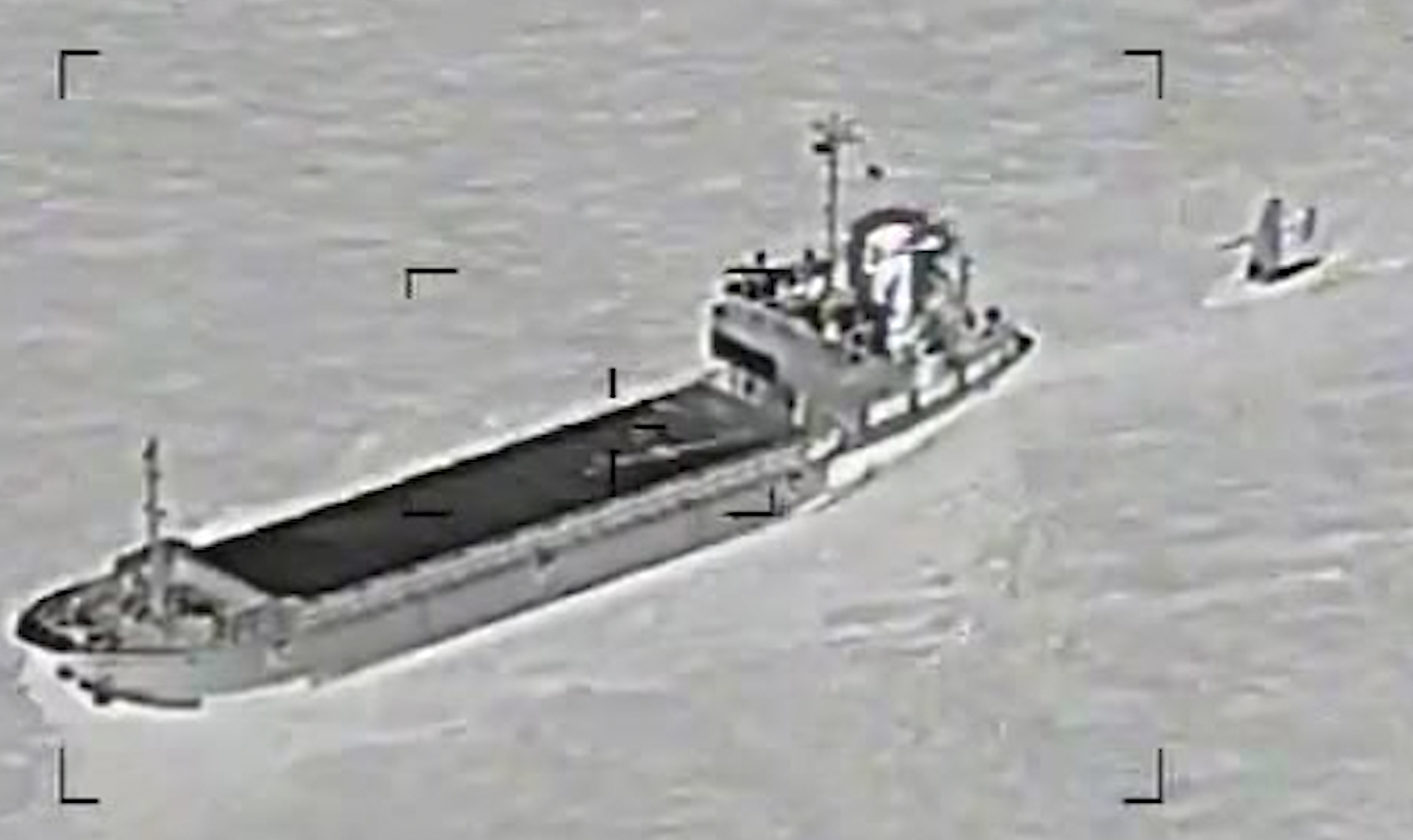
Šahíd Baziar při pokusu o únos amerického hladinového dronu

Roku 2007 námořnictvo revolučních gard vyvolalo diplomatickou roztržku, když zadrželo patnáct britských námořníků hlídajících vodní cestu Šatt al-Arab, jež odděluje Írán od Iráku.
V červnu 2022 tři útočné čluny obtěžovaly americkou hlídkovou loď USS Sirocco (PC-6) a transportní plavidlo USNS Choctaw County (T-EPF-2). Dne 29.–30. srpna 2022 se plavidlo revolučních gard Šahíd Baziar pokusilo ukořistit americký hladinový dron Saildrone Explorer USV. Zasáhnout muselo americké námořnictvo USS Thunderbolt (PC-12).
V květnu 2023 skupina rychlých člunů revolučních gard obsadila tanker Niovi plující pod panamskou vlajkou a donutila jej odplout do íránských vod.
Roku 2023 Evropská unie uvalila na námořnictvo revolučních gard sankce.

## Složení (výběr)

### Korvety

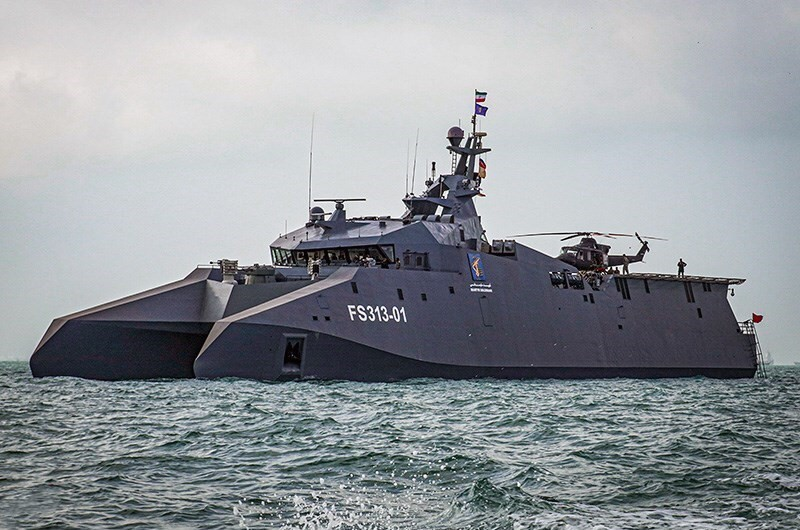
Korveta třídy Šahíd Sulejmání

- Třída Šahíd Sulejmání (4 ks) – katamarán

### Raketové čluny
- Třída Šahíd Abú Mahdí al-Muhandis (1 ks) – katamarán
- Raketový člun typu 021 (10 ks) – třída Tondar

### Pomocné lodě

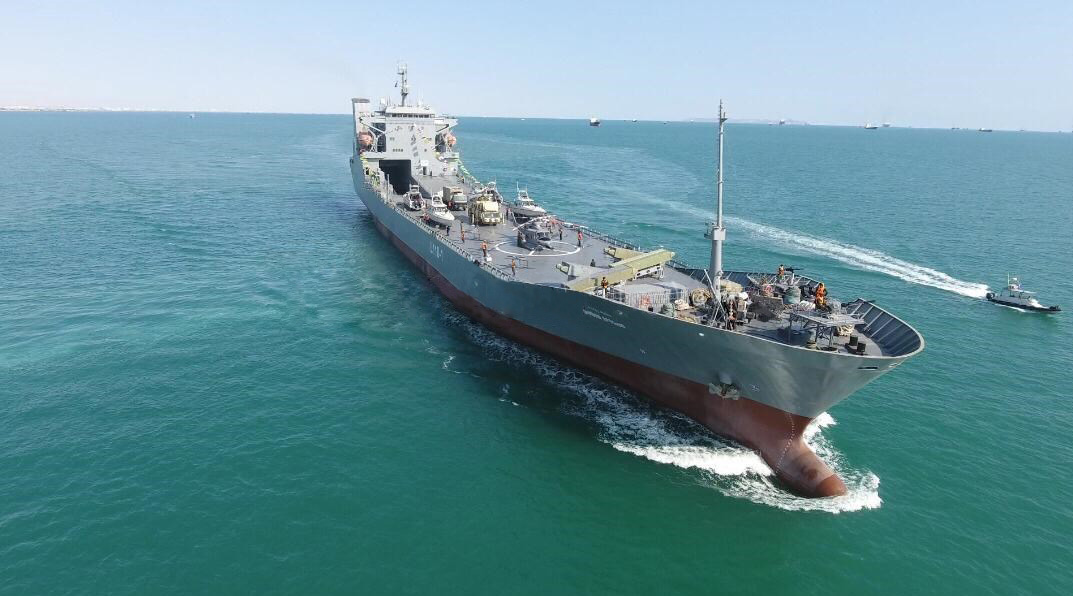
Šahíd Rúdakí (L110-1)

- Šahíd Bahman Bagheri (C110-4) – nosič dronů
- Šahíd Mahdaví (110-3) – mobilní báze
- Šahíd Rúdakí (L110-1) – mobilní báze
- Šahíd Nazeri – katamarán

## Útočné čluny
- Třída Azarakhsh (C13)
- Třída Peykaap
- Třída Tir